# Erradii (910)
Erradii (910) (también transliterado El Radii o Harrad, árabe : الرادع , literalmente "disuasivo") es el buque líder de las fragatas clase Erradii de la Armada Nacional de Argelia, derivadas en la clase MEKO 200.

## Diseño

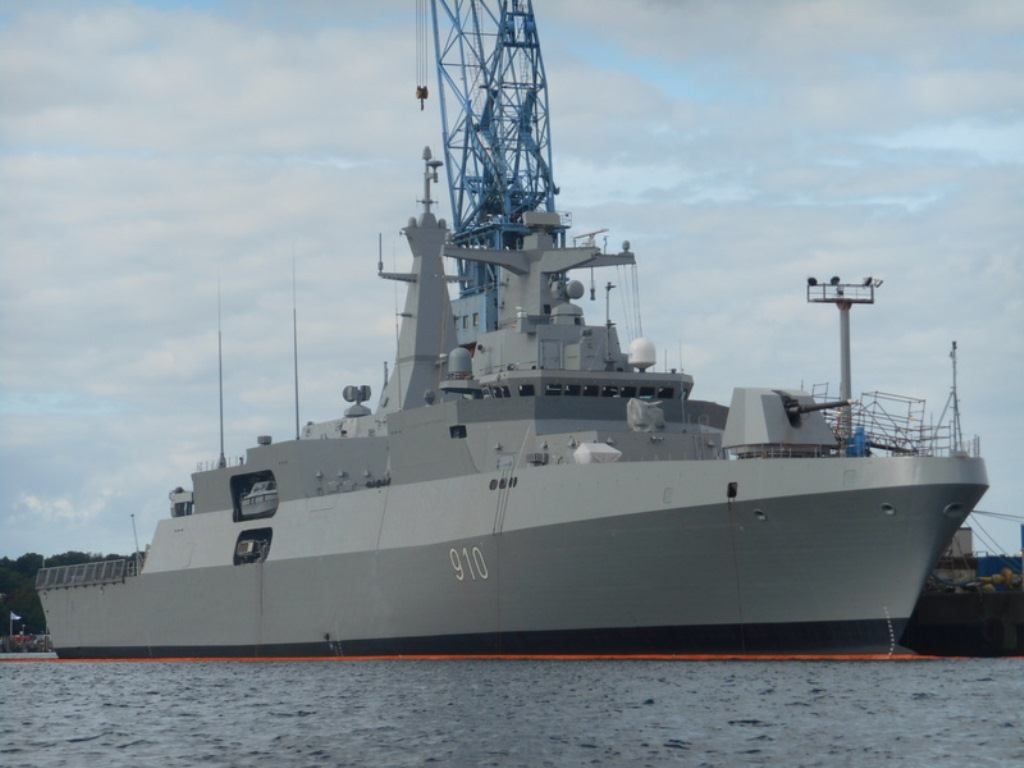
El Erradii en el astillero el 1 de agosto de 2015.

Erradii es una fragata fragata MEKO A-200AN, diseñada por Blohm + Voss. La fragata tiene una eslora de 121 m (397 pies) y una manga de 16,3 m (53 pies). La fragata tiene un desplazamiento a plena carga de 3.700 toneladas (3.600 toneladas largas) y está propulsada por un sistema de propulsión combinado de chorro de agua diésel y gas y hélice refinada (CODAG WARP), que consta de dos motores diésel MTU 16V 1163 TB93 de 5.920 kilovatios (7.940 hp) conectados a dos ejes con hélices de paso controlable y una turbina de gas General Electric LM2500 de 20.000 kilovatios (27.000 hp) para impulsar el chorro de agua. Tiene una velocidad de 28 nudos (52 km/h) y un alcance de 7200 NM (13 300 km) con una velocidad de crucero de 16 nudos (30 km/h). El barco tiene una dotación de 120 efectivos.
El buque está armado con un cañón Otobreda de 127 mm/64, dos cañones DS30M Mark 2 de 30 mm y de dos a cuatro ametralladoras Browning M2HB de 12,7 mm. Para la guerra de superficie, Erradii está equipado con 16 lanzadores de misiles antibuque Saab RBS-15 Mk 3, que consisten en ocho lanzadores en ambos lados y 32 celdas de sistema de lanzamiento vertical para misiles antiaéreos Denel Umkhonto-IR. Para la guerra antisubmarina, está equipado con dos tubos lanzatorpedos gemelos de 324 mm para torpedos MU90 Impact.
Los sistemas de contramedidas de la fragata consistían en dos lanzadores de señuelos Rheinmetall Multi Ammunition Softkill System (MASS) en cada lado del barco y dos lanzadores de señuelos para los sistemas de contramedidas antitorpedo de superficie Leonardo WASS C310.
Sus sensores y sistemas electrónicos consistían en el radar de vigilancia aérea/superficial Saab Sea Giraffe AMB , dos radares de control de incendios Saab CEROS 200 , director de control de incendios electroóptico giroestabilizado Saab EOS-500, sonda Atlas Elektronik ASO 723, sistema de gestión de combate Atlas ANCS , dos radares de navegación VisionMaster FT, Indra RIGEL ECM y sistema ESM.
El Erradii también tiene una plataforma de vuelo y un hangar con capacidad para acomodar dos helicópteros AgustaWestland Super Lynx 300. Los helicópteros se componen de dos tipos, capaces de guerra antisubmarina (ASW) o guerra antisuperficie (ASuW). Los helicópteros ASW están equipados con un sonar de inmersión Compact FLASH y llevan torpedos MU90, mientras que los helicópteros ASuW pueden llevar una carga de misiles aire-tierra Mokopa y una ametralladora pesada FN M3M de 12,7 mm. El barco tiene un bote de mar y un bote inflable de casco rígido.

## Construcción

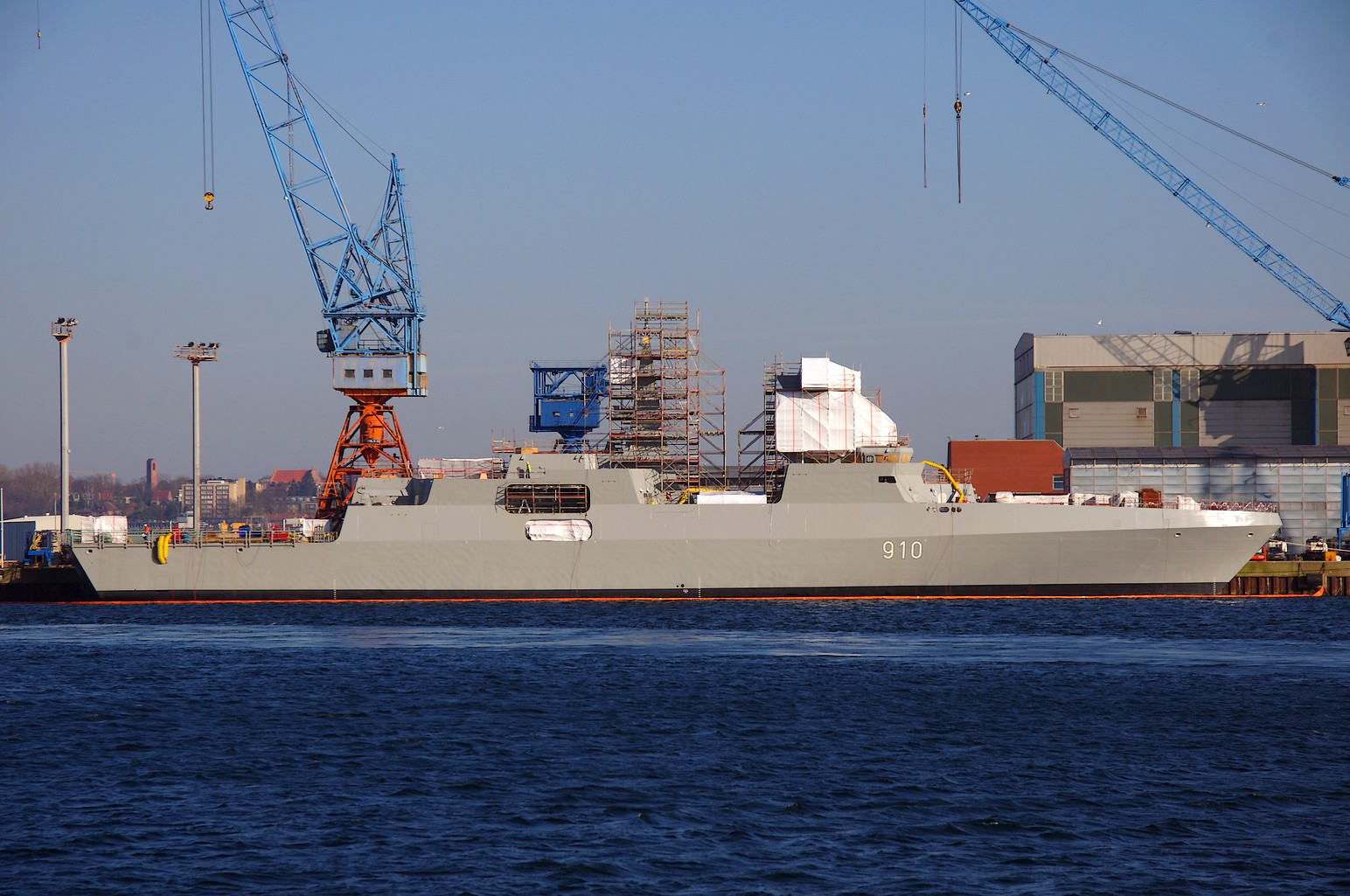
El Erradii en el astillero el 19 de febrero de 2015.

El gobierno de Argelia firmó un contrato con ThyssenKrupp Marine Systems (TKMS) en marzo de 2012 por dos fragatas MEKO A-200AN, con opción a dos fragatas adicionales. El contrato también incluía seis helicópteros AgustaWestland Super Lynx 300 para las fragatas, así como paquetes de entrenamiento y apoyo.
Como TKMS ya no posee su astillero de buques de superficie, la construcción de las dos fragatas fue subcontratada al astillero ADM Kiel GmbH (posteriormente propiedad de German Naval Yards Holdings) en Kiel, Alemania. Erradii fue botado el 5 de diciembre de 2014. El barco realizó su primera prueba en el mar en julio de 2015.

## Historial operativo

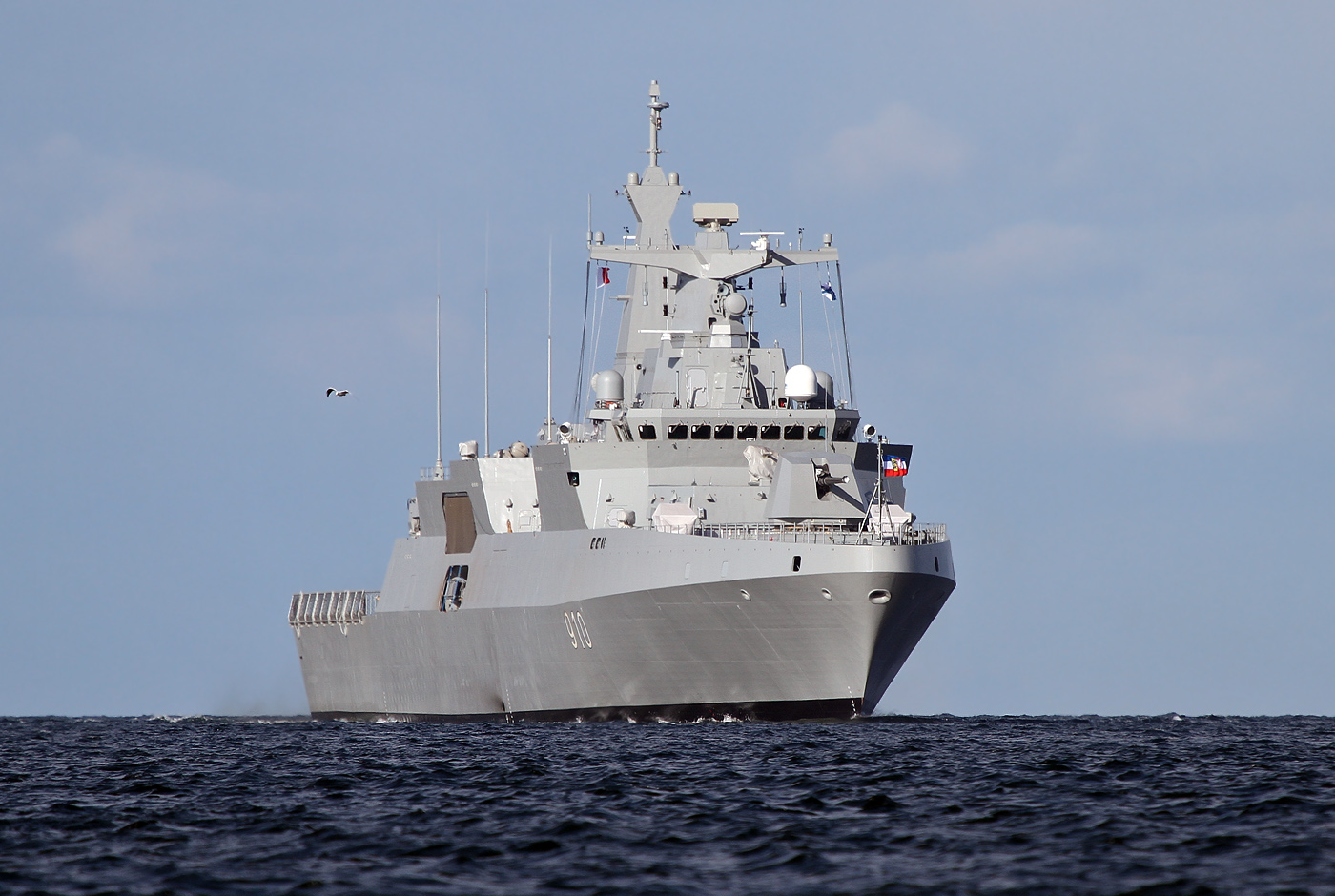
El Erradii realizando pruebas de mar el 20 de septiembre de 2015.

Erradii fue transferido a la Armada Nacional de Argelia el 23 de febrero de 2016 en el astillero de Kiel. La fragata fue entregada en Orán en abril de 2016. Erradii fue inspeccionada y puesta en servicio formalmente por el Jefe de Estado Mayor del Ejército Nacional Popular, teniente general Ahmed Gaïd Salah, el 21 de abril en Argel.
Erradii junto con la fragata francesa  Guépratte participaron en "Raïs Hamidou 2021", un ejercicio conjunto anual entre las armadas argelina y francesa, celebrado en Toulon, Argel y el Mar Mediterráneo en septiembre de 2021.